# La vida útil
La vida útil es una película uruguayo-española de 2010. Dirigida por Federico Veiroj, es un drama protagonizado por Jorge Jellinek, Manuel Martínez Carril y Paola Venditto. Estrenada en el Festival Internacional de Cine de Toronto, fue preseleccionada por Uruguay como mejor película de habla no inglesa para los premios Óscar de ese año.

## Sinopsis
Tras un cuarto de siglo de trabajar en una cinemateca —su único empleo—, Jorge queda sin trabajo, lo que lo obliga a adaptarse y redefinirse.

## Protagonistas
- Jorge Jellinek (Jorge)
- Manuel Martínez Carril
- Paola Venditto
- Gonzalo Delgado Galiana
- Victoria Novick

## Premios
- Festival Internacional de Cine de San Sebastián: premio Cine en Construcción de la Industria en la edición 2009 y mención especial en la edición 2010.
- Festival de Valdivia (2010): mejor director.
- Mención especial en el Festival Internacional de Varsovia (2010).
- Primer premio Coral en el Festival de La Habana (2010).
- FIPRESCI en el Festival Internacional de Cine de Cartagena (2011).
- Premio especial del jurado en el Festival Internacional de Transilvania (2011), en el Festival de Istambul (2011) y en el FICUNAM, México (2011).
- BAFICI (2011): mejor actor (Jorge Jellinek).[5][1][2]